# Libor Capalini
Libor Capalini (* 30. ledna 1973 Hořovice) je český moderní pětibojař, bronzový medailista z letních olympijských her v Aténách.
Capalini začal svoji sportovní kariéru jako plavec. Začal v osmi letech a závodně plaval až do sedmnácti. Poté zkoušel triatlon, ale nakonec se díky ježdění na koni dostal k pětiboji. První úspěch přišel v roce 1995, kdy se podílel na zisku bronzové medaile pro české družstvo na mistrovství Evropy. Individuálně se pak prosadil v roce 1998 na ME a v roce 1999 na mistrovství světa, když v obou případech vybojoval stříbrnou medaili. V roce 2002 se stal mistrem Evropy a v roce 2004 získal bronz na MS. Touto medailí si na poslední chvíli zajistil účast na olympijských hrách v Aténách.

## Cesta za olympijským bronzem
Po osmi letech se konečně dočkal, bronzovou medailí na MS si v posledním možném závodě vybojoval účast na LOH v Aténách. Na olympijské hry do Atlanty mohl odjet pouze v roli prvního náhradníka. Na hrách v Sydney měl být jedním z favoritů, ale o účast ho připravila zlomená noha.
V Aténách začal 12. místem ve střelbě. Po nevydařeném šermu, kdy z 31 zápasů 17 prohrál, klesl na 18. místo a pomalu už přestal doufat v medaili. Pak ovšem přišla jeho nejsilnější disciplína, plavání, které ho posunulo na průběžné 7. místo. Vydařený parkur a posun na 5. místo pak znamenaly, že Capalini mohl v běhu na 3000 metrů útočit na jednu z medailí.
Do závěrečné disciplíny vybíhal společně s úřadujícím mistrem světa, Litevcem Zadněprovskisem. Před nimi už na trati byli čtyři závodníci, kteří v dosavadním průběhu získali více bodů (jedním z nich byl druhý český reprezentant, v konečném pořadí šestý Michal Michalík). Capalini se držel Zadněprovskise až do cílové rovinky, kde už nebyl schopen reagovat na Litevcův finiš. Ze čtyř závodníků, kteří vybíhali na trať před touto dvojicí, však již zůstal jen jeden, Andrej Mojsejev z Ruska. Ten se také stal olympijským vítězem.